# Massals
Massals – miejscowość i gmina we Francji, w regionie Oksytania, w departamencie Tarn.
Według danych za rok 1990 gminę zamieszkiwało 161 osób, a gęstość zaludnienia wynosiła 10 osób/km² (wśród 3020 gmin regionu Midi-Pyrénées Massals plasuje się na 902. miejscu pod względem liczby ludności, natomiast pod względem powierzchni na miejscu 716.).